# Брустверні монітори типу «Томпет»
Брустверні монітори типу «Томпет» (фр. Classe Tempête) — два призначених для берегової оборони брустверні монітори, побудовані для ВМС Франції в 1870-тих роках. Мав бути побудований також третій монітор цього типу, «Тонат», але конструкцію корабля суттєво змінили, аби він міг успішно протистояти новим німецьким броненосцям типу «Заксен». Він був добудований як барбетний броненосець

## Концепція
Три монітори для берегової оборони (офіційно броненосці берегової оборони 2 класу) типу «Томпет» («Шторм») були закладені на виконання програми 1872 р. Разом із трьома колегами, броненосцями берегової оборони 1 класу типу (Тоннер) («Грім»)  . Ці шість кораблів повинні були мати подібну конструкцію, відмінності були обумовлені їх призначенням — 1 класу мали діяти біля ворожих берегів, 2-го — захищати власні. Водночас у результаті, через зміни, внесені у процесі будівництва на різних верфях кораблі навіть одного типу суттєво відрізнялися  , не кажучи вже про те, що два останніх кораблі обох типів були побудовані за суттєво зміненою конструкцією.
У цілому тип «Томпет» відрізнявся від типу «Тоннер» меншою осадкою, швидкістю та запасами вугілля. Візуально найбільш помітною відмінністю між двома типами була труба значно меншого діаметру.

## Кораблі типу
| Ім'я             | Верф            | Початок будівництва | Спуск на воду  | Включено до складу | Доля                                                       |
| ---------------- | --------------- | ------------------- | -------------- | ------------------ | ---------------------------------------------------------- |
| «Томпет» Tempête | Арсенал Бресту  | 26 грудня 1872      | серпень 1876   | 14 листопада 1879  | Вилучений зі списків у 1907 році, утилізований у 1912 році |
| «Вонжер» Vengeur | Арсенал Бресту  | грудень 1874        | травень 1878   | 18 червня 1882     | Вилучено зі списків у 1905 році                            |
| «Тоннат» Tonnant | Арсенал Рошфора | 12 лютого 1875      | 16 жовтня 1880 | 8 травня 1885      | Вилучений зі списків у 1902 році, утилізований у 1903 році |